# 플로체

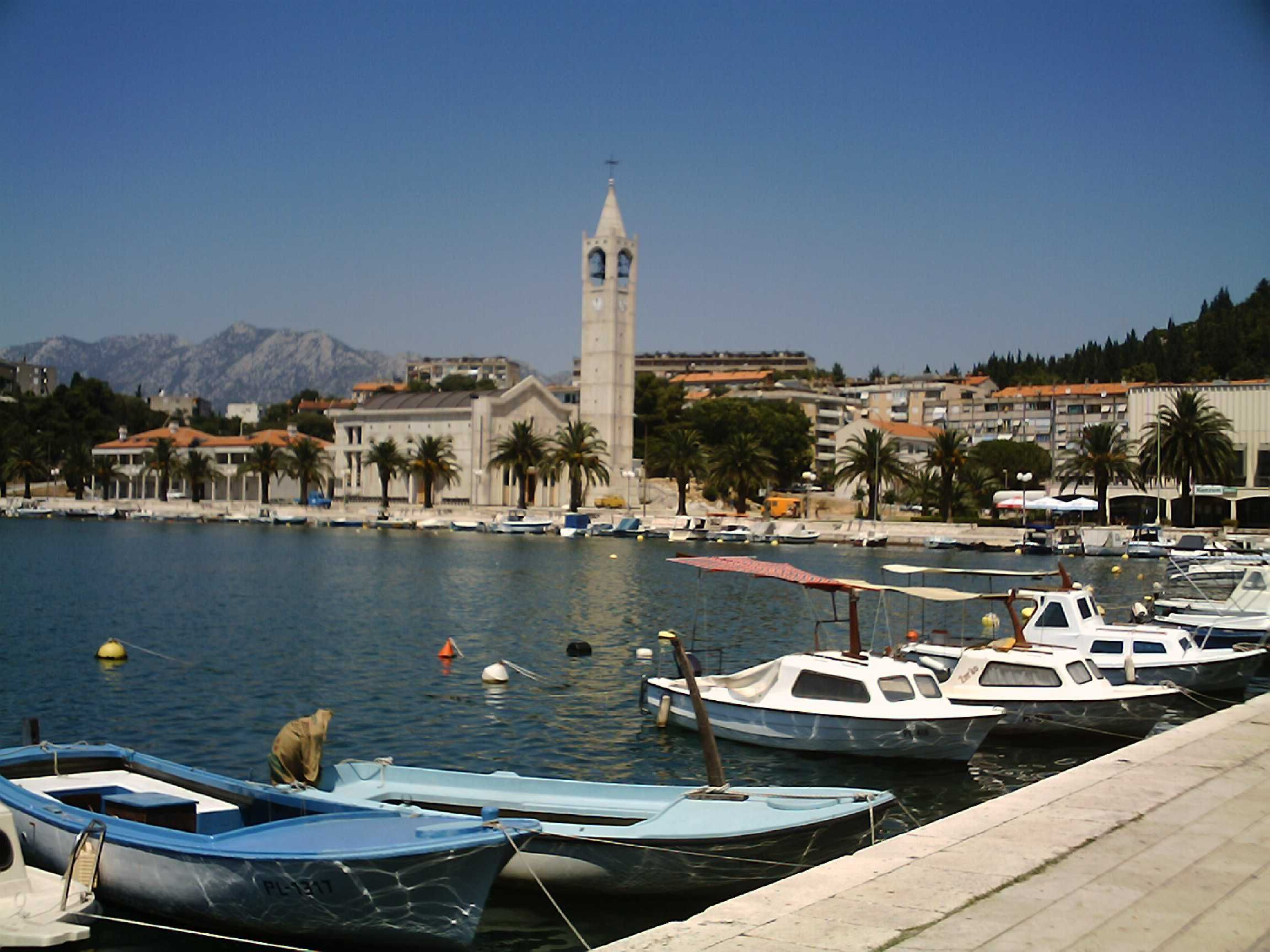
플로체 항

플로체(크로아티아어: Ploče, 이탈리아어: Porto Tolero 포르토톨레로[*])는 크로아티아 두브로브니크네레트바주에 위치한 도시로 인구는 10,135명(2011년 기준)이다. 아드리아해 연안과 접한 항구 도시이며 네레트바강 삼각주의 북쪽에 위치한다. 보스니아 헤르체고비나의 기본적인 항만으로 사용되고 있다.